# Cristian Tabără
Cristian Tabără (n. 30 noiembrie 1967, Oradea) este un jurnalist și prezentator de televiziune român, în prezent director al departamentului de Film al TVR 1.
A absolvit Liceul de Filologie-Istorie din Oradea în 1986.
Ca jurnalist, a scris la Gazeta de Vest din Timișoara, a lucrat la Radio Sonvest Oradea și a fost reporterul Știrilor Pro TV.
A realizat și prezentat emisunile "Parte de carte", ''Dăruiești și câștigi și "Te vezi la Știrile Pro TV".
În anii 2010 Cristian Tabără a intrat și în spațiul media din Republica Moldova. Între 2010 și 2012 a făcut parte din echipa organizatorică a proiectului Fabrica de Staruri, difuzat la postul Prime TV în Republica Moldova și la TVR în România.
Din 2014 el este ”invitat permanent” la emisiunea ”Fabrika” de pe Publika TV, pe care o moderează împreună cu Alexei Lungu (inițial cu Rita Ursalovschi). În același timp, tot pe Publika TV, conduce o altă emisiune, „EuroDicționar”, un talk-show săptămânal despre Moldova pro-europeană, avantajele integrării europene și efectele acestui proces.

### Interviuri
- "99% din ceea ce sunt mi-a dat Ardealul", Formula AS - anul 1999, numărul 394
- Cristian Tabără: „Jurnalismul de sentință trebuie stopat”, 10 decembrie 2009, George Rădulescu, Adevărul
- Purificare înseamnă să spui „iartă-mă!“[nefuncțională]
, 25 martie 2010, Mihaela Manole, Adevărul